# Fruupp
Fruupp – zespół grający rock progresywny w latach 1971–1976. Powstał w Belfaście w Irlandii Północnej, lecz zyskał grono fanów w Wielkiej Brytanii. Byli stosunkowo popularni, szczególnie na scenie studenckiej i jako support, otwierając koncerty przed takimi zespołami jak Genesis, Queen i King Crimson.

## Historia
Grupa została założona przez gitarzystę Vincenta McCuskera na początku 1971 roku w Belfaście i składała się głównie z klasycznie wyszkolonych muzyków Petera Farrelly'ego (gitara basowa i śpiew), Stephena Houstona (instrumenty klawiszowe i obój) oraz Martina Foye (perkusja). Po dwóch latach występów stworzyli taśmę demo i podpisali kontrakt z Pye Records dla ich undergroundowej i progresywnej wytwórni muzycznej Dawn Records. W latach 1973–1975 grupa wydała cztery albumy studyjne i trzy single. Pomimo tego, że w tym czasie zagrali setki koncertów w Wielkiej Brytanii i Europie, nie wydano jeszcze żadnych nagrań na żywo, chociaż istnieją bootlegowe nagrania publiczności z występów na żywo w Anglii i Irlandii. Koncert w klubie Friars Aylesbury zagrany 6 grudnia 1975 roku został nagrany za pomocą przenośnego urządzenia z myślą o albumie koncertowym Live at Friars Aylesbury, jednak taśmy-matki zostały później zniszczone przez pożar w mieszkaniu, które muzycy dzielili w Peckham w Londynie.
W styczniu 1975 roku Stephen Houston opuścił zespół i został duchownym. Zastąpił go John Mason, z którym Fruupp nagrał swój ostatni album Modern Masquerades (1975), wyprodukowany przez multiinstrumentalistę Iana McDonalda, najbardziej znanego jako współzałożyciel King Crimson oraz Foreigner. Chociaż zespół pracował nad piątym albumem o tytule Doctor Wilde's Twilight Adventure w 1976 roku, słaba sprzedaż ich płyt wraz z nadejściem ruchu punk rocka i new wave spowodował, że pod koniec tego roku Fruupp rozpadł się.

## Nazwa zespołu
Nazwa zespołu Fruupp, według informacji z "The Fruupp File" Melody Makera z 1974 roku, pochodzi od "ducha młodej kobiety, który nawiedzał dom, w którym odbywały się ich początkowe próby [w Belfaście]. Duch stał się ich maskotką, a oni [zespół] przyjęli jej imię". Natomiast w wywiadzie przeprowadzonym ze Steve’em Houstonem, klawiszowcem grupy, w 1973 roku dla NME dziennikarz Paul Weir napisał, że "nazwa, jak mówi mi Steve, był pomysłem pierwszego basisty zespołu, który zauważył grupę liter na kartce letrasetu [arkusz z samoprzylepnymi literkami], który literował się 'F-R-U-U-P'. Będąc człowiekiem pióra, dodał 'P' na końcu, aby to zrównoważyć i tak narodziła się nazwa".

## Skład zespołu
- Vincent McCusker – gitara, śpiew (1971-1976)
- Peter Farrelly – śpiew, gitara basowa, gitara (1971-1976; zmarły 2025)
- Martin Foye – perkusja, instrumenty perkusyjne (1971-1976)
- Stephen Houston – instrumenty klawiszowe, obój, śpiew (1971 – styczeń 1975)
- John Mason – instrumenty klawiszowe, wibrafon, śpiew (styczeń 1975 – 1976)

## Dyskografia

### Albumy studyjne
- Future Legends (Dawn, 5 października 1973)
- Seven Secrets (Dawn, 19 kwietnia 1974)
- The Prince of Heaven's Eyes (Dawn, 8 listopada 1974)
- Modern Masquerades (Dawn, 14 listopada 1975)

### Albumy koncertowe
- Live - Masquerading With Dawn (Bad Pressings, 2022; materiał archiwalny nagrany 6 grudnia 1975 roku)

### Kompilacje
- Songs for a Thought (Sequel, 1992)
- It's All Up Now: Anthology (Castle Music, 1 listopada 2004)

### Single
- "The Prince of Darkness" / "Annie Austere" (Dawn, 11 października 1974)
- "Prince of Heaven" / "The Jaunting Car" (Dawn, 18 października 1974)
- "Janet Planet" / "Why" (Pye, 24 października 1975)